# ネット・ゼロ・アセット・マネージャーズ
ネット・ゼロ・アセット・マネジャーズ（英: Net Zero Asset Managers、略称: NZAM）は、資産運用会社による国際的な連合（イニシアチブ）であり、2050年までに温室効果ガス排出の実質ゼロ（ネットゼロ）を達成することを目標に掲げている。
2020年12月に設立され、世界の資産運用業界がパリ協定の目標（気温上昇1.5℃以内）と整合した運用方針を取ることを促進する目的を持つ。参加企業には欧米の大手運用会社のほか、日本からも主要運用会社が名を連ねている。参加運用会社は自社の受託者責任の範囲内でポートフォリオをネットゼロに向けて調整し、長期的な資産価値の最大化と気候変動リスクの緩和を図ることが求められる。このイニシアチブは気候変動に関する国際連合枠組条約（UNFCCC）の「Race to Zero」キャンペーンの正式パートナーであり、欧米やアジアの投資家ネットワーク団体（IIGCC、Ceres、AIGCC、IGCC、CDP、PRI）が共同で運営する。
2025年初現在、本イニシアチブのウェブサイト上では会員リストが非公開となっており、NZAM事務局は規制環境の変化に鑑みて組織の在り方を見直している段階にある。

## 設立の背景と目的
気候変動対策への資本市場の役割が重視される中で発足した。2020年12月11日、欧米アジアの30の資産運用会社（運用資産総額約9兆ドル）が創設メンバーとなり、2050年またはそれ以前に自社の運用する資産をネットゼロ排出に導くことを共同宣言した。参加各社は以下のような具体的コミットメントを掲げている:
- 顧客との協働: 資産オーナーである顧客（機関投資家）と連携し、2050年までに全運用資産をネットゼロ排出にする目標達成を支援する[3]。
- 中間目標の設定: 加入後1年以内に、ポートフォリオの一定割合を2050年までにネットゼロに整合させるための2030年等の中間目標を設定する[3]。
- 定期的な目標強化: 少なくとも5年ごとに目標を見直し、対象資産の割合を引き上げて最終的に運用資産全体を網羅することを目指す[3]。

このコミットメント文書には「パリ協定の目標達成と公正な移行を実現するため、運用業界が果たすべき役割は緊急かつ重要である」との認識が示されており、運用会社が実経済での排出削減を促進する責務を負うことが強調されている。イニシアチブの運営は6つの投資家ネットワーク（アジア投資家グループAIGCC、CDP、米国のCeres、オセアニアのIGCC、欧州のIIGCC、国連責任投資原則PRI）が連携して担っており、国際的な投資家アジェンダ（Investor Agenda）の後援を受けている。

## 署名機関（加盟資産運用会社）の推移
発足当初は30社で始まったNZAMイニシアチブだが、その後急速に参加運用会社が増加した。2021年3月にはブラックロックとバンガードを含む43社が新たに加盟し、合計73社・運用資産総額約32兆ドルに拡大した。イニシアチブは同年に国連「Race to Zero」キャンペーンの認定を受け、ネットゼロへの誓約を金融業界で標準化する動きを加速させた。
その後も加盟数は増え続け、2022年初頭までに参加社数は236社・運用資産総額57.5兆ドルに達した。特に2020年11月にスコットランドのグラスゴーで開催されたCOP26前後で多数の運用会社が参加し、2022年5月時点では新規加盟53社（Tロウ・プライスやクレディ・スイス・アセットマネジメント等を含む）により総数は273社、運用資産総額は約61.3兆ドルとなった。2022年11月9日時点では291社が署名しており、運用資産総額は約66兆ドルと報告されている。これは世界の運用資産残高の相当な割合を占めており、ネットゼロ目標への金融業界の広範な賛同を示す数字である。
2023年以降、一部の離脱もあったものの新規参加は続き、加盟社数は300社を超えて推移した。2023年末時点で参加社は約315社、運用資産総額はおよそ57兆ドルと報じられている。

## 署名機関の離脱
2022年のバンガードや2025年のブラックロックなど、世界最大級の運用会社の離脱がみられている。一方で2022年末以降にも新たな運用会社12社がNZAMに加盟しており、脱退より加盟が上回ったとする指摘もなされた。こうした動きに対し、ネットゼロ連合の運営側は各社の規制環境に配慮して参加要件の明確化や緩和を図る対応を取っている。実際、金融枠組み全体を統括するグラスゴー金融同盟（GFANZ）は2022年に米銀の離脱懸念を受けて国連のRace to Zeroキャンペーンへの参加義務を撤回し、NZAMと並ぶネットゼロ・バンキング連合も化石燃料融資の制限規定を課さない方針を示すなど、会員維持のための調整が行われている。もっとも、それによる基準緩和には環境団体から「目標の形骸化」といった批判も出ており、ネットゼロ・アライアンス各枠組みの実効性と信頼性が問われ続けている。

### バンガードの離脱
世界第2位の運用会社バンガード・グループは2022年12月7日にNZAM脱退を発表し、業界横断の気候イニシアチブでは自社の投資理念に関して混乱が生じかねないため、独立性を確保して明確な姿勢を示す必要があると理由を説明した。同社は「NZAMのような枠組みでは混乱が生じる恐れがあるが、気候変動が顧客の長期リターンに及ぼし得るリスクへの対応方針は今後も不変である」と声明し、ネットゼロ目標そのものから退くものではないと強調した。しかしこの脱退は気候変動対応に向けた運用業界の取り組みに大きな打撃と受け止められ、一部の専門家は「バンガードにはブラックロックのラリー・フィンクCEOのようにESGを率先するリーダーシップが欠けている」と批判した。

### グリーン・センチュリー・キャピタルの離脱
米国のESG投資に特化した運用会社のグリーン・センチュリー・キャピタル（運用資産約10億ドル）は2023年3月2日でNZAMから脱退した。同社は石油・石炭関連株を一切保有しない「化石燃料フリー」ファンドの運用会社であるが、そのポートフォリオ特性ゆえにNZAMの求める一部の誓約履行が困難であることを理由に挙げ、コンプライアンス上のチャレンジがあると説明した。グリーン・センチュリーはNZAMの趣旨自体には賛同を表明しつつも、自社の状況では加盟を続けることに難しさがあると判断したとしている。同社の離脱はバンガード以来初の北米運用会社のケースとなり、これまでに欧州の小規模運用会社3社も同様に脱退していたことが報じられた。

### ブラックロックの離脱
世界最大の資産運用会社ブラックロックは2025年1月9日、NZAMイニシアチブからの脱退を表明した。ブラックロックは加入当初から積極的にネットゼロ戦略を掲げてきたが、共和党系の米州政府当局者らから「気候変動対策に熱心すぎる（いわゆる“覚醒的(woke)”資本主義だ）」との批判を受けていた。実際、同社は2022年末にテキサス州司法長官ら共和党主導の複数州から、石炭産業を縮小させる共謀を行っているとして反トラスト法違反で提訴を受けている。
ブラックロックは脱退理由について、NZAM加盟によって自社の運用方針に関する混乱が生じ、各方面から法的な問い合わせ（調査）を受ける事態になったためだと説明した。同社が顧客向けに送付した書簡では「NZAMへの参加は当社の投資運用方法に影響を及ぼさなかったため、脱退しても顧客向けの商品開発やポートフォリオ管理の方針に変更はない」と強調されている。
ブラックロックの離脱はネットゼロ金融連合にとって象徴的な後退と受け止められたが、当時他の米大手運用会社は即座に追随する動きを見せなかった。ステート・ストリートやJPモルガンの運用部門は2025年1月時点でNZAMに残留する意向を示し、第2位のバンガードは既に2022年に脱退済みであるもののそれ以外の主要社は引き続き参加を継続した。NZAM事務局は「いかなる投資家の離脱も残念だが、自主的な取り組みである以上、各署名者の決定を尊重する」との声明を出し、同時に「気候リスクは金融リスクであり、NZAMは投資家がそれらリスクを軽減しネットゼロ移行の恩恵を享受できるよう支援するために存在する」と強調した。
ブラックロック離脱を受け、NZAMは2025年1月13日に活動の一時停止と体制見直しを発表した。米国の政治環境変化や各国規制の相違を踏まえ、新たなグローバル状況下でも目的適合的な組織であることを検証するためとしており、その間は加盟各社の目標達成状況のモニタリング等を一時停止するとしている。

### 東京海上アセットの離脱
2024年2月、東京海上アセットマネジメントは、NZAMイニシアチブからの脱退を表明、国内の主要運用会社としては初の脱退例となった。同社は脱退の理由について、「NZAM加入時に想定していた期待と、現在求められている対応が社会課題の解決に直結しているかを改めて検討した結果、加入の意義を見直す必要があると判断した」と説明している。一方で、「脱炭素社会への移行に貢献するという方針およびこれまでの取り組みには変更はない」との立場を示している。